# 希特爾佩特爾冰原島峰

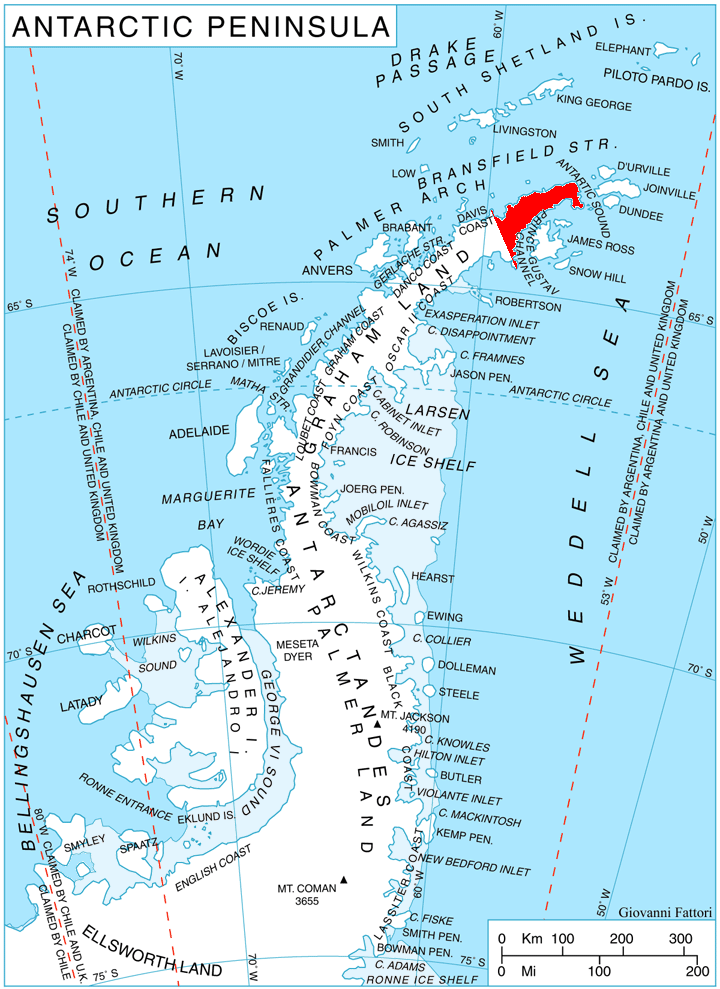

希特爾佩特爾冰原島峰（英語：Hitar Petar Nunatak）是南極洲的冰原島峰，位於古斯塔夫王子海峽沿岸，處於巴利冰原島峰東南面4.69公里和圖弗特冰原島峰以南4.35公里，海拔高度462米。

## 外部連結
- Trinity Peninsula. Scale 1:250000 topographic map No. 5697. Institut für Angewandte Geodäsie and British Antarctic Survey, 1996.

63°57′58″S 58°42′12″W / 63.96611°S 58.70333°W